# Cucullia hartigi
Cucullia hartigi là một loài bướm đêm trong họ Noctuidae.